# Rima Te Wiata

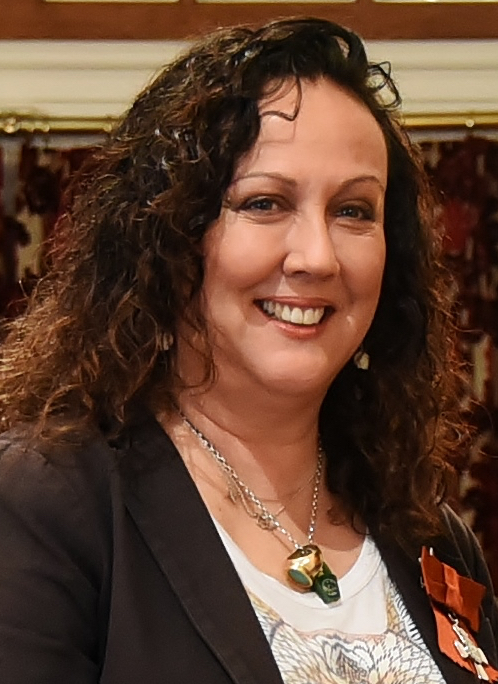
Rima Te Wiata (2017)

Heather Rima Te Wiata, MNZM (* 1963 in London, England, Vereinigtes Königreich) ist eine neuseeländische Theater- und Filmschauspielerin, Sängerin, Komikerin und Synchronsprecherin.

## Leben
Te Wiata wurde in London als Tochter des Opernsängers Inia Te Wiata (1915–1971) und der Schauspielerin Beryl Te Wiata (1925–2017) geboren. Sie gehört dem Māori-Stamm der Ngāti Raukawa an. Als sie acht Jahre alt war, verstarb ihr Vater. Zwei Jahre später zog die Familie nach Neuseeland. Die Familie ließ sich in Auckland nieder, wo sie die Epsom Girls’ Grammar School besuchte.
Erste Berührungen mit dem Schauspiel erhielt sie durch erste Rollen am Mercury Theatre in Auckland. Später besuchte sie die Toi Whakaari: NZ Drama School. Nach ihrem erfolgreichen Abschluss an der Schule, begab sie sich auf eine halbjährige Gesangstournee. Sie gab 1986 ihr Fernseh-Schauspieldebüt in der Fernsehserie Sons and Daughters. Bis 1987 verkörperte sie in insgesamt 204 Episoden die Rolle der Janice Reid. Durch ihr zweijähriges Mitwirken ab 1993 in der Comedysendung Full Frontal machte sie sich einen Ruf als Komikerin. In den nächsten Jahren spielte sie verschiedene Fernsehseriencharaktere, war aber auch in Filmrollen wie 2016 in Wo die wilden Menschen jagen zu sehen.
2017 wurde sie mit dem New Zealand Order of Merit ausgezeichnet.

## Filmografie

### Schauspiel
- 1986–1987: Sons and Daughters (Fernsehserie, 204 Episoden)
- 1988: Send a Gorilla
- 1989–1990: Shark in the Park (Fernsehserie, 13 Episoden)
- 1990–1991 The Issues (Fernsehserie)
- 1992: Alex
- 1992: More Issues (Fernsehserie)
- 1993–1994: Full Frontal (Fernsehserie, 40 Episoden)
- 1994: Kevin Rampenbacker and the Electric Kettle
- 1994: Hinekaro Goes on a Picnic and Blows Up Another Obelisk (Kurzfilm)
- 1995: Overnight (Fernsehfilm)
- 1997: H.M.S. Pinafore (Fernsehfilm)
- 1998: Familienglück oder andere Katastrophen (Via Satellite)
- 2005: 50 Ways of Saying Fabulous
- 2007: Shortland Street (Fernsehserie, 8 Episoden)
- 2008: Table Plays (Fernsehserie)
- 2011: Bliss (Fernsehfilm)
- 2014: Housebound
- 2015: Tatau (Mini-Fernsehserie, 2 Episoden)
- 2016: Wo die wilden Menschen jagen (Hunt for the Wilderpeople)
- 2016: Terry Teo (Fernsehserie, Episode 1x04)
- 2017: Pork Pie
- 2018: Trennung auf Bestellung (The Breaker Upperers)
- 2018: Tongue Tied (Fernsehserie)
- 2018: Westside (Fernsehserie, 4 Episoden)
- 2019: Golden Boy (Fernsehserie, 8 Episoden)
- 2019: Prickly Jam (Kurzfilm)
- 2020: This Town
- 2023: Das Rad der Zeit (The Wheel of Time, Fernsehserie)
- 2024: We Were Dangerous

### Synchronsprecherin
- 2016–2017: The Barefoot Bandits (Zeichentrickserie, 3 Episoden)
- 2019–2020: Kiri and Lou (Animationsserie, 26 Episoden)